# Cartongesso

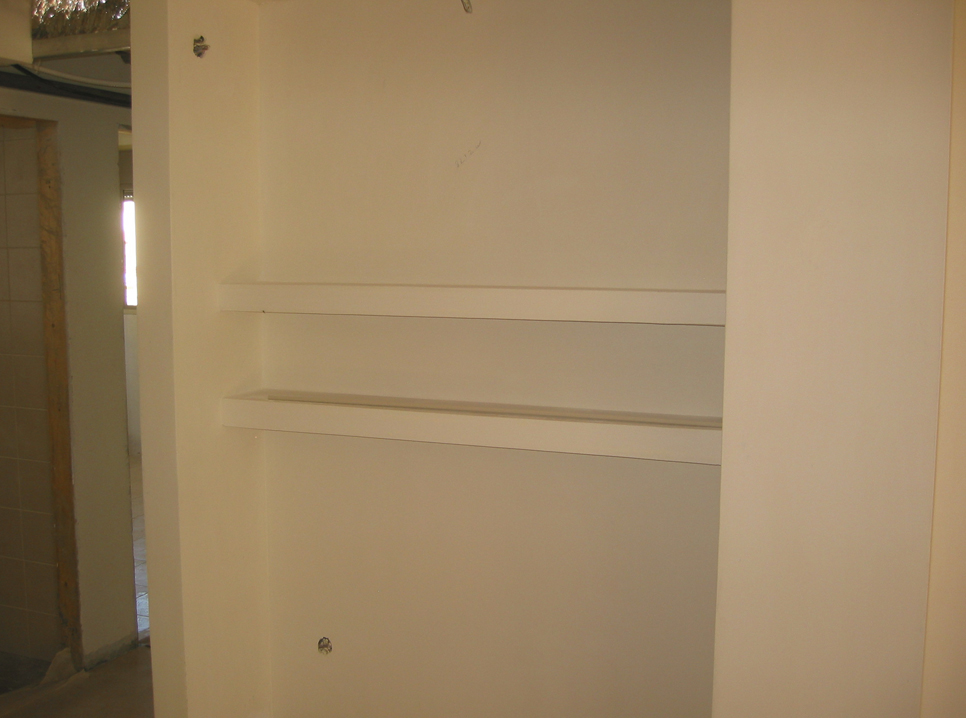
Parete in cartongesso

Il cartongesso è un materiale da costruzione usato nell'edilizia leggera data la sua velocità di applicazione e le sue particolari doti termoacustiche. Il suo spessore varia in base all'applicazione richiesta, infatti esistono decine di pannelli di diverse caratteristiche.

## Storia
La grande diffusione e facilità di reperimento del gesso minerale ha sempre favorito, fin dai primordi dell'architettura, lo sviluppo di tecniche costruttive basate sul suo impiego. Già le popolazioni più antiche, come i Babilonesi, i Caldei e gli Egizi, conoscevano bene l'arte del gesso, la quale neppure si perse successivamente nel corso della storia, tanto da raggiungere il suo culmine durante il periodo Barocco e Rococò.
Oggi il gesso è ampiamente utilizzato sia per realizzazioni decorative cui il materiale ottimamente si presta, sia in qualità di intonaco, di legante, di blocco monolitico da costruzione. 
A partire dalla fine del XIX secolo, poi, fu ideato negli Stati Uniti un nuovo e rivoluzionario ciclo di produzione industriale ove il gesso si proponeva sotto forma di lastre omogenee di basso spessore ed in abbinamento a strati di cartone di armatura. Si dava luogo in tal modo ad un'efficace tecnica costruttiva, basata sul principio di un'orditura metallica di supporto e un rivestimento con le nuove lastre di gesso, al fine di realizzare elementi di separazione verticale (pareti e contropareti) ed orizzontale (controsoffitti) all'interno degli edifici. Da allora l'evoluzione del prodotto non ha conosciuto tregua, apportando trasformazioni sia alla natura della lastra che migliorie alle tecniche di posa, per la cui effettuazione sono stati messi a punto nel corso degli anni accessori appositi ed elementi complementari specifici.
Negli ultimi decenni del XIX secolo, tuttavia, negli Stati Uniti si cominciarono ad effettuare le prime prove per ottenere, in alternativa a manufatti in amalgama di catrame e carta-paglia, delle lastre in gesso rivestito da ambo i lati con dei fogli di cartone. Con questi primi tentativi, si cercò di ottenere un prodotto di facile e veloce applicazione quale rivestimento interno alla tradizionale struttura in legno delle abitazioni americane.
Tali tentativi ebbero pieno successo, la lastra fu rapidamente brevettata e fece la sua comparsa in Europa nel corso della prima guerra mondiale. La sua diffusione fu inizialmente circoscritta alle nazioni più settentrionali, dove la tecnica costruttiva delle abitazioni, a telaio di legno, meglio si adattava alle sue applicazioni.
Successivamente, ed in tempi più recenti, le lastre in gesso rivestito si diffusero nel resto d'Europa, per approdare agli albori degli anni sessanta anche in Italia e poi nei Paesi dell'area mediterranea.

## Descrizione ed utilizzo
Oltre alle proprietà termoacustiche, possiede anche caratteristiche ignifughe e quelle idrorepellenti.
L'utilizzo del gesso come materiale da costruzione è sempre stato piuttosto diffuso, in relazione anche alle locali tradizioni fabbricative. Gli operatori, infatti, ne hanno sempre apprezzato le qualità per la rasatura delle pareti, per realizzazioni di decori a stampo, oppure la sua facilità di lavorazione e fluidità dell'impasto per impieghi in funzione di legante.
Solitamente una parete in cartongesso può avere uno spessore di 8-10 cm, comprendente due lastre esterne di cartongesso e un'intercapedine solitamente riempita di materiale isolante e/o fonoassorbente. Un controsoffitto o una controparete di appena 1-2 cm.

## Produzione
L'ampia distribuzione e la grande disponibilità di gesso minerale in natura sono alla base della sua antica applicazione in edilizia. I depositi naturali sono diffusi un po' ovunque: in Italia vi è abbondanza di giacimenti di buona qualità. Molti di essi sono oggetto di attività estrattiva.
La materia prima, una volta estratta dalla cava viene depositata in opportune aree di stoccaggio in prossimità degli impianti di trattamento, ove viene frantumata, macinata e poi vagliata. La disidratazione avviene in forni, dove il materiale viene portato a cottura per temperature intorno ai 160 °C. Vengono poi eseguiti ulteriori trattamenti i quali, tra l'altro, servono a selezionare le caratteristiche del prodotto in funzione dei suoi impieghi.
Essi sono:
- il raffreddamento, che consegue lo scopo di stabilizzare uniformemente il prodotto;
- la macinazione, la quale riduce la granulometria ai valori previsti dalla specifica di impiego;
- l'additivazione, in cui vengono miscelati gessi di differenti caratteristiche oppure aggiunte modeste quantità di agenti in grado di modificare le qualità fisiche del prodotto finito.